# Dorayaki
Dorayaki (どら焼き, どらやき, 銅鑼焼き, ドラ焼き) er en slags wagashi, japanske søde sager, der består af to små pandekageagtige stykker lavet af castella og med et fyld af rød bønnepasta indimellem. Dorayaki minder om imagawayaki, men sidstnævnte koges sådan, at dejen fuldstændig omslutter fyldet af bønnepasta og serveres ofte varmt.
Oprindelig bestod dorayaki kun af et lag. Den nuværende form blev opfundet i 1914 af Usagiya i Ueno i Tokyo.
På japansk betyder dora gongong, og ligheden med en sådan er formentlig baggrunden for navnet på retten. En legende fortæller dog, at den første dorayaki blev lavet, da en samurai ved navn Benkei glemte sin gongong (dora), da han forlod en bondes hjem, hvor han havde skjult sig, hvorefter bonden benyttede gongongen til at stege pandekager, heraf navnet dorayaki.
I Kansai-området, så som Osaka-præfekturet og Nara-præfekturet, kaldes retten ofte for mikasa（三笠）. Navnet betyder oprindelig tredobbelt stråhat men er også et alternativt navn for Mount Wakakusa, et mindre bjerg med jævne skråninger i Nara. Lokale folk ser ofte bjergets form for sig, når de spiser en misaka. I Nara er en større misaka på ca. 30 cm i diameter berømt.

## Kulturelle referencer
- Fremstillingen af dorayaki i et gadekøkken har en markant placering i Naomi Kawases film fra 2015, Månen over kirsebærtræerne.[5]